# Hedysarum pulchrum
Hedysarum pulchrum là một loài thực vật có hoa trong họ Đậu. Loài này được Nikitina miêu tả khoa học đầu tiên.